# Wayne Taylor
Pour les articles homonymes, voir Taylor.
Wayne Taylor, né le 15 juillet 1956 à Port Elizabeth (Afrique du Sud), est un pilote automobile sud-africain. Il est propriétaire de l'écurie Wayne Taylor Racing (précédemment SunTrust Racing).
Ses fils Ricky et Jordan sont devenus des pilotes automobile et ont réussi la particularité de remporter la pole des 6 Heures de Watkins Glen en 2011 dans leurs catégories respectives Daytona Prototype pour Ricky et Grand Tourisme pour Jordan.

## Palmarès

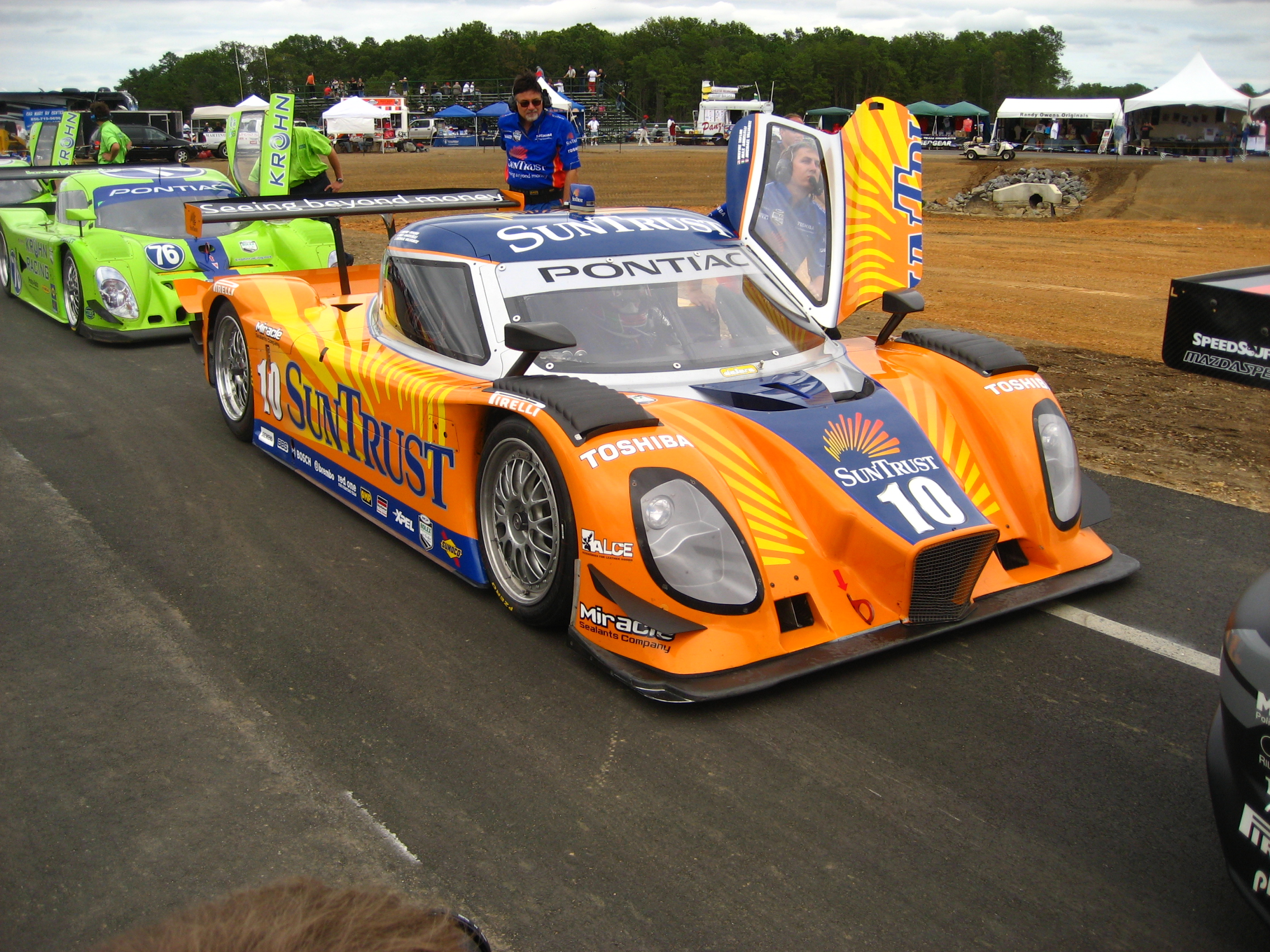
La Dallara-Pontiac en 2008

- Champion de Formule 2 sud-africaine en 1986
- Vainqueur des 24 Heures de Daytona en 1996 et 2005
- Vainqueur des 12 Heures de Sebring en 1996
- Vainqueur de la catégorie LMP1 des 24 Heures du Mans 1998
- Vainqueur du Petit Le Mans en 1998
- Champion de IMSA GT en 1994 et 1996
- Champion des Rolex Sports Car Series en 2005 en compagnie de Max Angelelli

## Résultats aux 24 Heures du Mans
| Année | Voiture                  | Équipe                                      | Équipiers                           | Résultat   |
| ----- | ------------------------ | ------------------------------------------- | ----------------------------------- | ---------- |
| 1987  | Porsche 962C             | Porsche Kremer Racing                       | George Fouché / Franz Konrad        | 4e         |
| 1988  | Spice SE87C              | Cosmik GP Motorsport                        | Costas Los / Evan Clements          | Abandon    |
| 1989  | Spice SE89C              | Spice Engineering                           | Thorkild Thyrring / Tim Harvey (en) | Abandon    |
| 1990  | Porsche 962C             | Team Schuppan / Omron Racing                | Hurley Haywood / Rickard Rydell     | 12e        |
| 1991  | Porsche 962C             | Swiss Team Salamin Primagaz / Team Schuppan | Hurley Haywood / James Weaver       | Non classé |
| 1992  | BRM P351                 | British Racing Motors                       | Harri Toivonen / Richard Jones (en) | Abandon    |
| 1993  | Porsche 962CK6           | Porsche Kremer Racing                       | Jürgen Lässig / Giovanni Lavaggi    | 12e        |
| 1996  | Riley & Scott MkIII      | Riley & Scott Cars Inc.                     | Scott Sharp / Jim Pace              | Abandon    |
| 1997  | Nissan R390 GT1          | Nissan Motorsport / TWR                     | Martin Brundle / Jörg Müller        | Abandon    |
| 1998  | Ferrari 333 SP           | Doyle-Risi Racing                           | Eric van de Poele / Fermín Vélez    | 8e         |
| 2000  | Cadillac Northstar LMP   | Team Cadillac                               | Max Angelelli / Eric van de Poele   | 22e        |
| 2001  | Cadillac Northstar LMP01 | DAMS                                        | Max Angelelli / Christophe Tinseau  | 15e        |
| 2002  | Cadillac Northstar LMP02 | Team Cadillac                               | Max Angelelli / Christophe Tinseau  | 9e         |